# Fujiwara no Motozane
Fujiwara no Motozane (藤原仲文?) (fecha desconocida) fue un poeta waka y noble japonés de mediados del período Heian. Fue designado miembro de los treinta y seis poetas inmortales.

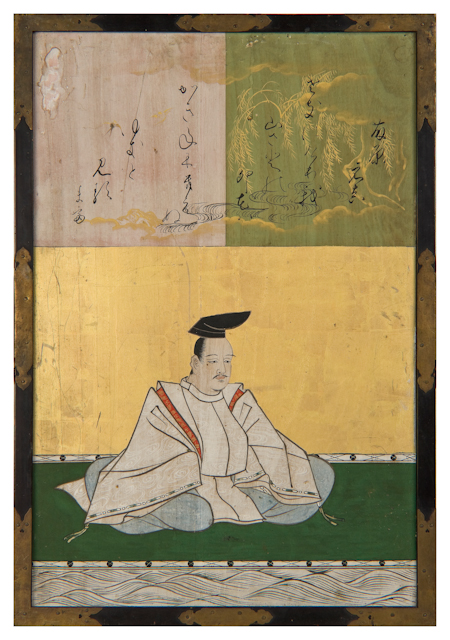
Fujiwara no Motozane

Los poemas de Motozane están incluidos en varias antologías de poesía imperiales, incluyendo el Shin Kokinshū. También se mantiene una colección de poesía personal conocida como Motozaneshū.